# Прокопий (Георгиадис)
Митрополит Прокопий I (греч. Μητροπολίτης Προκόπιος Α΄; 1813, Эйон — 30 января 1889, Афины) — епископ Элладской православной церкви, митрополит Афинский (1874—1889).

## Биография
Родился в 1813 году в Эйоне.
Был рукоположен в сан диакона в Эйоне и поступил в Богословскую школу Афинского университета по окончании которой был хиротонисан во пресвитера. Продолжил обучение в Венском университете и с 1842 года служил в греческом Троицком соборе в Вене одновременно преподая в греческой школе.
По возвращении в Грецию он был назначен профессором школы Филепедского общества и Афинской педагогической школы.

## Архиерейство
27 октября 1852 года, по предложению Синода и с королевского одобрения, он был избран и хиротонисан в архиепископа Мессинского. Во время его архиерейства был основан и освящен ряд церквей, среди которых церкви Святого Николая Флариосского и Святого Иоанна Крестителя в Старой Агоре Каламаты.
27 мая 1874 года единогласным решением Священного синода он был избран митрополитом Афинским. Во время его пребывания на посту митрополита Афинского в 1874 году разразился скандал в котором участвовали четыре кандидата во епископы, подкупившие двух министров в правительстве Димитриоса Вулгариса. В этой связи афинский митрополит неоднократно подвергался нападкам.
Скончался 30 января 1889 года в Афинах и был похоронен на Первом афинском кладбище.